# Диазепам
Диазепа́м — лекарственное средство группы бензодиазепинов, нашедшее широкое применение в медицинской практике. Препарат обладает седативным, снотворным, противотревожным, противосудорожным, миорелаксантным и амнестическим действием. Усиливает действие снотворных, наркотических, нейролептических, анальгетических препаратов, алкоголя. Приём диазепама длительное время может привести к зависимости от препарата.
Диазепам входит в составленный ВОЗ список необходимых лекарств , определяющий минимальный набор лекарств, необходимых в системе здравоохранения. Препарат используется, в частности, для лечения тревоги, бессонницы, эпилептических судорог, мышечных спазмов, алкогольной зависимости. При подготовке к некоторым медицинским процедурам, например, эндоскопии, диазепам используется для успокоения пациента или для анестезии.

## Свойства
Белый или белый со слабым желтоватым оттенком мелкокристаллический порошок, практически нерастворим в воде, трудно растворим в спирте. Препарат и его основные метаболиты выводятся, главным образом, с мочой.

## Применение
Диазепам назначают при различных нервно-психических заболеваниях: неврозах, расстройствах личности (психопатиях), а также при неврозоподобных и психопатоподобных состояниях, при шизофрении, органических поражениях головного мозга, в том числе при цереброваскулярных заболеваниях, при соматических болезнях, сопровождающихся признаками эмоционального напряжения, тревоги, страха, повышенной раздражительностью, сенесто-ипохондрическими, навязчивыми и фобическими расстройствами, при нарушениях сна. Применяется также для купирования психомоторного возбуждения и тревожной ажитации при указанных заболеваниях.
Оказывает общее анксиолитическое (противотревожное) действие, которое проявляется в снятии эмоционального напряжения, подавлении чувства тревоги, беспокойства и страха.
В детской психоневрологической практике диазепам назначают при невротических и неврозоподобных состояниях, сопровождающихся перечисленными выше явлениями, а также головными болями, энурезом, расстройствами настроения и поведения.
Диазепам применяется при эпилепсии для лечения судорожных пароксизмов, психических эквивалентов, для купирования эпилептического статуса. В связи с миорелаксирующим действием препарат применяют также при разных спастических состояниях.
В комплексе с другими препаратами назначают диазепам для лечения синдрома абстиненции при алкоголизме.
В анестезиологической практике используется для предоперационной подготовки больных.
В дерматологической практике применяется при зудящих дерматозах.
Препарат уменьшает ночную секрецию желудочного сока, что может играть важную роль при назначении его в качестве успокаивающего и снотворного средства больным с язвенной болезнью желудка
Препарат оказывает антиаритмическое действие.
Диазепам используется для премедикации и атаралгезии перед эндоскопией и хирургическими операциями в сочетании с анальгетиками и другими нейротропными препаратами.
Применяют диазепам внутрь, внутривенно или внутримышечно. Седативный эффект наблюдается уже через несколько минут после внутривенного и через 30—40 мин после внутримышечного введения диазепама, терапевтическое действие — через 3—10 дней. После снятия острых проявлений болезни диазепам назначают внутрь.
При внутривенном введении раствора диазепама могут наблюдаться местные воспалительные процессы, в связи с чем рекомендуется менять место введения препарата.
Диазепам обладает тератогенным действием: при его применении в период беременности возможны развитие у плода раздвоения и аномалий конечностей, незаращения твёрдого нёба, незаращения верхней губы и паховой грыжи. Длительное применение диазепама в период беременности может повлечь за собой накопление препарата в тканях плода (особенно в печени и жировой ткани) и вследствие этого оказать токсическое действие. В частности, у новорождённых возможны мышечная гипотония, гипотермия, гипербилирубинемия. Отмечались случаи угнетения дыхания, вплоть до его остановки, и случаи нарушения сосательного рефлекса. Возможны также угнетение ЦНС (длящееся до нескольких дней), существует риск аспирации. Однократный приём невысокой дозы диазепама (до 20 мг) безвреден для плода, но при больших дозах и при повторном введении препарата может развиваться токсическое действие:84.
Инъекционная форма диазепама в качестве консерванта содержит бензоат натрия, который может вытеснять билирубин из связи с белками и приводить тем самым к ядерной желтухе.

## Взаимодействие
Одновременный прием диазепама с другими препаратами:
- при совместном применении с диуретиками может отмечаться усиление артериальной гипотонии;
- взаимодействие с производными метилксантина (эуфиллин, теофиллин) приводит к увеличению артериального давления;
- гель-структурные антациды (альмагель, маалокс) ухудшают всасывание бензодиазепиновых транквилизаторов.
- Блокатор Н2-рецепторов циметидин за счет угнетения печеночного метаболизма снижает клиренс и увеличивает содержание в крови ряда производных бензодиазепина (медазепам, диазепам, хлордиазепоксид, алпразолам), что корригируется снижением доз психотропных средств
- Безопасность диазепама для плода человека не доказана. Учитывая способность бензодиазепинов проникать через плацентарный барьер и вероятность развития сердечных аритмий у плода, в ранние сроки беременности следует избегать их приема[10].
- Диазепам потенцирует эффект анальгетиков, антигипертензивных препаратов, миорелаксантов, трициклических антидепрессантов, препаратов, угнетающих ЦНС, противоэпилептических средств; при сочетании с алкогольсодержащими препаратами угнетающее действие на ЦНС усиливается[9]:327—328.
- Ингибиторы МАО, дыхательные аналептики, психостимулирующие средства снижают активность диазепама[9]:327—328.

## Правовой статус
С 1 августа 2013 года диазепам внесён в Список III психотропных веществ, оборот которых в РФ ограничен и в отношении которых допускается исключение некоторых мер контроля. Ранее он входил в список сильнодействующих веществ.
В США диазепам контролируется как вещество Списка IV, в соответствии с Законом о контролируемых веществах 1970 года.
Диазепам является препаратом Списка IV в Конвенции о психотропных веществах ООН.